# Angela Brand
Angela Brand (* 16. März 1996 in Mönchengladbach) ist eine deutsche Schauspielerin.

## Leben
Brand schloss ihre Schulausbildung mit der Mittleren Reife ab. Seit August 2016 ist sie in der Rolle der Lucy Grieberg, die  im The Cage arbeitet, als Hauptdarstellerin der Reality-Seifenoper Köln 50667 des Fernsehsenders RTL II zu sehen.

## Filmografie
- 2016–2021: Köln 50667